# 石川県立加賀高等学校
石川県立加賀高等学校（いしかわけんりつ かがこうとうがっこう、英: Ishikawa Prefectural Kaga High School）は、石川県加賀市動橋町にある公立の高等学校。

## 設置学科
- 総合学科
  - 進学系列（人文コース、理数コース）
  - 生活・福祉系列
  - ビジネス系列

## 概要
総合学科のみの単一学科制である。2018年（平成30年）度は定員80人に対して入学者数33人になるなど近年生徒数が減少傾向にあり、同7月に同窓会などが「加賀高校を守る会」を結成して卒業生雇用保証の働きかけなどを行い、魅力付けに寄与している。例年、6割から7割の生徒が就職し3割から4割の生徒が進学している。

## 校訓・教育目標

### 校訓
洗心・誠実・勇気（2021年1月8日制定）

### 教育目標
- 知性をみがき、判断力を高め、生活や文化を創造していく人を育成する。
- 心情を豊かにし、品格ある個性と、豊かな感性を持つ人を育成する。
- たくましい体力と意志を培い、社会・国家の発展に努める人を育成する。

## 沿革
- 1973年（昭和48年）
  - 1月1日 - 加賀市大聖寺馬場町28番地、石川県立加賀聖城高等学校内に設置。
  - 4月9日 - 第1回入学式（入学者92名）。
  - 5月31日 - 開校式、校旗樹立式。
- 1974年（昭和49年）
  - 4月8日 - 校歌制定・披露。
  - 8月13日 - 加賀市動橋町ム53番地の新校舎敷地にて起工式。
- 1975年（昭和50年）
  - 3月3日 - 第1体育館竣工。
  - 4月1日 - 校舎第1期工事（教室棟、生徒玄関、職員室、図書室）竣工。
  - 4月9日 - 新校舎へ移転。
- 1976年（昭和51年）
  - 3月8日 - 第1回卒業式。
  - 3月31日 - 校舎第2期工事（管理特別教室棟）竣工。
  - 8月31日 - 部室・バックネット・自転車小屋竣工。
  - 11月30日 - 前庭舗装竣工。
- 1979年（昭和54年）
  - 3月20日 - 校舎第3期工事（教室棟）竣工。
  - 10月26日 - 第2体育館竣工。
  - 11月15日 - 校舎竣工落成式。
- 1984年（昭和59年）
  - 1月12日 - 校門前用地をテニスコートとして造成。
  - 3月12日 - 格技場竣工。
  - 9月11日 - プール竣工。
- 1989年（平成元年）
  - 3月25日 - 自転車小屋増築。
  - 6月29日 - 運動場改修工事完成。
- 1996年（平成8年）3月15日 - 全校舎内防音工事完成。
- 2000年（平成12年）
  - 4月1日 - 普通科を総合学科に学科改編。
  - 7月～12月 - 第1期大規模改修・耐震補強工事（教室棟・管理棟）。
- 2001年（平成13年）
  - 3月21日 - 菜園新設工事完成。
  - 7月～11月 - 第2期大規模改修・耐震補強工事（特別教室棟）。
- 2009年（平成21年）
  - 7月～10月 - 第1体育館耐震補強工事。
  - 12月～2010年3月 - 第2体育館耐震補強工事。
- 2012年（平成24年）10月27日 - 大時計2台、グラウンド・テニスコート照明設備設置。
- 2021年（令和3年）1月8日 - 校訓制定「洗心・誠実・勇気」。
- 2022年（令和4年）10月22日 - 創立50周年記念石碑設置。

## 部活動
- 運動部 - 野球、バスケットボール（男・女）、バレーボール（男）、バドミントン（男・女）、ソフトテニス（男・女）
- 文化部 - 美術、茶華道、和太鼓、吹奏楽
- 同好会（運動系） - ボクシング
- 同好会（文化系） - コンピュータ

## 校歌
作詞：森山啓、作曲：供田武嘉津

## 所在地
〒922-0331 石川県加賀市動橋町ム53番地

## アクセス
- IRいしかわ鉄道線動橋駅 徒歩10分
- 北陸自動車道 片山津IC 車で13分 (6.5km)
- 小松空港 車で26分 (13km)

## 出身者
- 清原久美子 - フリーアナウンサー
- 嶋田うれ葉 - 脚本家
- 田中良平 - プロ野球選手（千葉ロッテマリーンズ → ボルチモア・オリオールズ傘下2Aボウイ・ベイソックス）
- 田中靖洋 - プロ野球選手（埼玉西武ライオンズ→千葉ロッテマリーンズ）田中良平の実弟
- 今垣光太郎 - （競艇選手）中退